# Powiat Myślenicki
Der Powiat Myślenicki ist ein Powiat (Kreis) der polnischen Woiwodschaft Kleinpolen. Er liegt im zentralen bis westlichen Teil Kleinpolens und wird von den Powiaten Wieliczka, Bochnia, Limanowa, Nowy Targ, Sucha, Wadowice und Krakau umschlossen.

## Gemeinden
Der Powiat umfasst neun Gemeinden, die in Landgemeinden (gmina wiejska) und Stadt-und-Land-Gemeinden (gmina miejsko-wiejska) unterschieden werden.

### Stadt-und-Land-Gemeinden
- Dobczyce
- Myślenice
- Sułkowice

### Landgemeinden
- Lubień
- Pcim
- Raciechowice
- Siepraw
- Tokarnia
- Wiśniowa